# Sale Sharks
Ne doit pas être confondu avec Sale Sharks (féminines).
Pour les articles homonymes, voir Sale et Sharks.
Maillots
Actualités
Dernière mise à jour : 22 septembre 2024.
Les Sale Sharks est un club de rugby à XV anglais qui évolue dans le championnat anglais de première division, la Aviva Premiership. La ville de Sale est située dans la banlieue de Manchester, mais le club joue à Eccles, dans le stade AJ Bell Stadium qu'il partage avec le club de rugby à XIII des Salford City Reds.

## Histoire du club

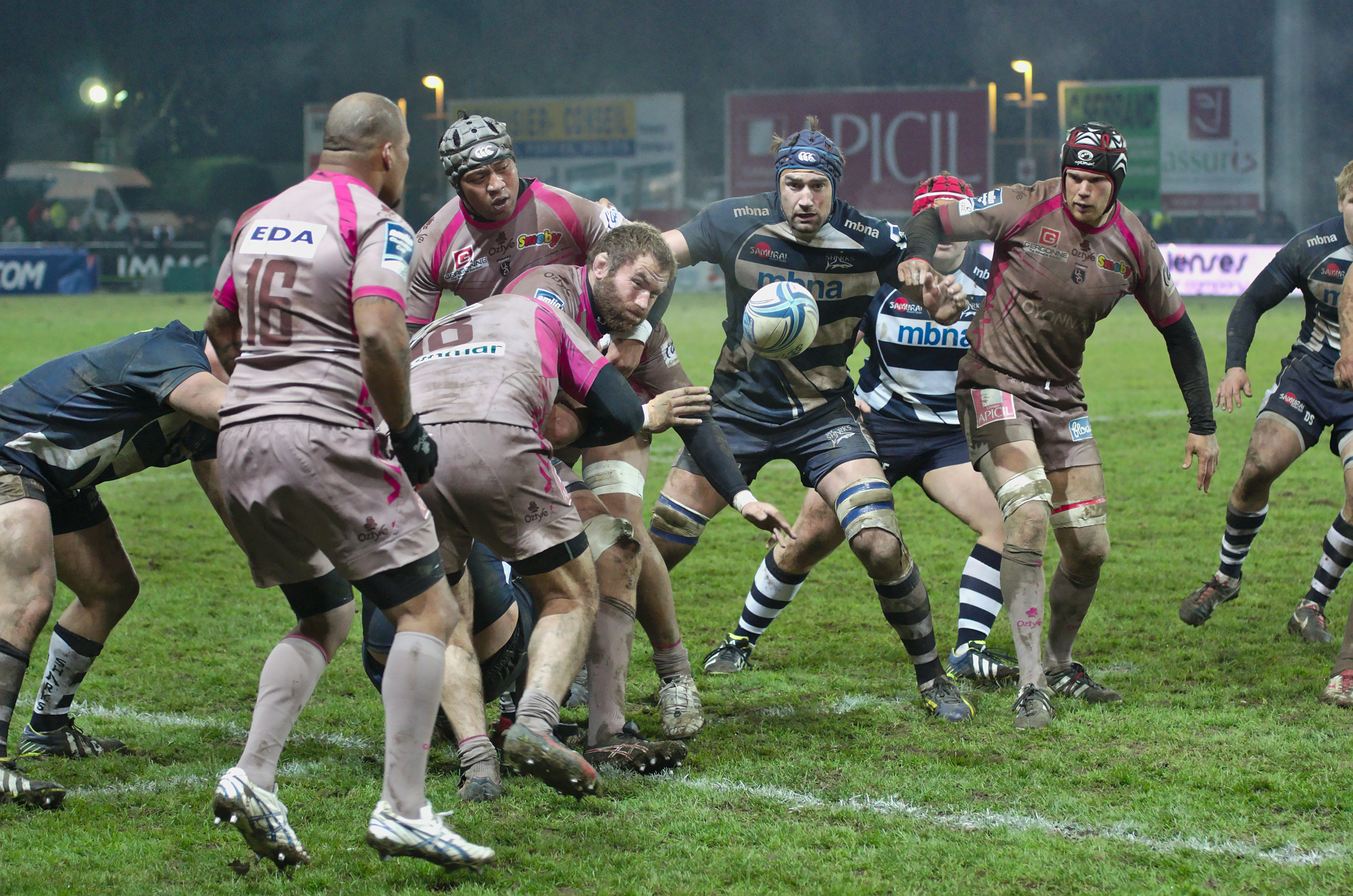
Match des Sale Sharks

### Les origines
Le club, fondé en 1861, est l'un des plus vieux club du rugby anglais. Il a été tout au long de son histoire, un des principaux club du nord de l'Angleterre. Le club a fourni de nombreux joueurs internationaux, notamment pendant les années 1930, période la plus faste du club, comme Hal Sever (Angleterre), Claude Davey, Wilfred Wooller (pays de Galles) et Ken Fyfe (Écosse).

### Les difficiles années 1990
Pendant les années 1990, en dépit d’un jeu attrayant fourni par l’équipe dirigée par Paul Turner, puis par son successeur John Mitchell, le club lutte pour rester dans l’élite et s’adapter aux réalités commerciales et financières du rugby professionnel. Malgré la présence de 20 000 supporters à Twickenham pour la finale de la Pilkington Cup (Coupe d’Angleterre) en 1997, le club ne réussit pas à fidéliser son public et l’attrait du club diminue inexorablement à tel point que la relégation en division inférieure semble probable. Mais l’arrivée d’un homme d’affaires local, Brian Kennedy, qui reprend le club à la fin de la saison 1999-2000, donne un nouveau souffle au club ainsi qu’une situation financière saine.

### Le renouveau et l'arrivée de Brian Kennedy
En ce qui concerne la direction, Peter Deakin est recruté chez l’équipe de rugby à XIII des Warrington Wolves, en tant que directeur général, pour mettre en application les méthodes qu’il avait déjà utilisé, avec réussite, chez les Bradford Bulls et aux Saracens. Cette arrivée eut un impact positif immédiat sur le club, malheureusement la maladie emporta Deakin en février 2003. Les arrivées de Kennedy et Deakin ne furent pas suivis d’un succès immédiat. En 2000 et 2001 le club lutte dans le dernier quart du classement de la Premiership.

#### Vainqueur du bouclier européen 2002
Pour la saison 2001-2002, deux anciens joueurs du club, Jim Mallinder et Steve Diamond, sont recrutés pour co-entraîner l’équipe. Sur le terrain, de nombreux joueurs sont recrutés. Le capitaine de l’Écosse, Bryan Redpath, est rejoint par Stuart Pinkerton, Barry Stewart, Graeme Bond, Jason White et Andrew Sheridan. De même, Apollo Perelini joueur de XIII, ainsi que Jason Robinson, l’un des meilleurs joueurs anglais, rejoignent également le club
Ces choix sont une réussite puisque l’équipe termine deuxième du championnat et se qualifie pour la première fois en Coupe d’Europe. Dans le même temps, elle remporte le Bouclier Européen (l’actuel Challenge Européen) en battant Pontypridd en finale.
Lors de la saison 2002-2003, Brian Kennedy reprend le club de football de Stockport et met alors la main sur son stade, Edgeley Park, que les deux équipes se partagent. Les Sharks quittent donc leur ancienne enceinte de Heywood Road pour un stade de plus de 10 000 places. Le club s’active aussi dans la formation, leur équipe junior, The Jets forme de nombreux joueurs de talent comme Steve Hanley, Mark Cueto, Dean Schofield, Chris Jones, Andy Titterrell et Charlie Hodgson. Le club clôt la saison en quatrième position, ce qui lui ouvre les portes de la Coupe d’Europe pour la seconde année consécutive.
Après une saison 2003-04 décevante, l’équipe finissant septième du championnat et perdant en finale de la Coupe d’Angleterre, Jim Mallinder et Steve Diamond quittent le club. Ils sont remplacés par l’ancien entraîneur de Gloucester et de Bourgoin, le Français Philippe Saint-André.

#### Vainqueur du Challenge européen 2005
La saison 2004-2005 marque le retour au sommet des Sharks sous la houlette de Philippe Saint-André et d’une équipe de plus en plus internationale, avec les arrivées des Français Sébastien Chabal et Sébastien Bruno ainsi que du Néo-Zélandais Robert Todd. Le club remporte pour la seconde fois le Challenge européen en battant la Section paloise sur un score large de 27 à 3. Le club finit la saison à la troisième place du championnat et gagne son ticket pour la Coupe d’Europe. En cette fin de saison, deux figures emblématiques annoncent leur retraite : Bryan Redpath et Jos Baxendell.
La saison 2005-2006 est marquée par une présence encore plus importante de joueurs français, avec les arrivées de Valentin Courrent, Lionel Faure et Daniel Larrechea.
Quart-de-finaliste de la Coupe d'Europe de rugby à XV lors de la saison 2005-2006, Sale est champion d'Angleterre 2005-2006. Sale compte dans son effectif Jason Robinson, Mark Cueto, Mark Taylor, Charlie Hodgson, Magnus Lund, Lionel Faure et Sébastien Bruno.
Lors de la saison 2006-2007, Sale joue contre le Stade français en poule de Coupe d'Europe ; lors de la double confrontation du mois de décembre 2006, Sébastien Chabal se fait remarquer devant les caméras de la télévision inscrivant un essai remarquable : un essai de 50 mètres sur l'interception d'une passe d'Augustin Pichot. Sébastien Chabal est alors retenu lors du Tournoi des Six Nations 2007. Sale est cependant éliminé lors des matches de poule, terminant seulement dixième du classement de la phase régulière du championnat 2006-2007.
La saison 2007-2008 est meilleure, avec des victoires à domicile contre les meilleures équipes. Une défaite à domicile lors de la dernière journée de la phase régulière prive Sale de phase finale, le club de Sébastien Chabal termine cinquième et européen pour la grande Coupe d'Europe.
La phase de poule de Coupe 2007-2008 oppose Sale au Munster et à l'ASM Clermont ; le parcours des Irlandais prive Sébastien Chabal de phase finale et de couverture médiatique. Lors de la phase régulière de championnat, Sale se comporte honorablement sans se mêler à la lutte pour le titre. Philippe Saint-André quitte Sale à la fin de la saison pour le RC Toulon, et Jason Robinson lui succède. Dans le même temps, Sébastien Chabal revient en France en signant au Racing Métro 92.
Le 30 janvier 2020, le club des Sharks annonce sa candidature pour une place dans l'édition 2020-2021 de la ligue professionnelle anglaise féminine, la Premier 15s. Le club budgète un million de livres sur trois ans. La candidature des Sharks féminines est retenue et le 6 avril leur entrée en Premier 15s est officialisée.

## Palmarès

### Détail du palmarès
Le tableau suivant récapitule les performances de Sale dans les diverses compétitions anglaises et européennes.
| Compétitions nationales | Compétitions européennes                                                                                   | Tournois amicaux                             |
| --- | --- | -------------------------------------------- |
| Championnat d'Angleterre - Champion (1) : 2006 - Finaliste (1) : 2023 Championnat d'Angleterre de D2 - Champion (1) : 1994 Coupe d'Angleterre - Finaliste (3) : 1997, 2004, 2013, 2020 | Coupe d'Europe - Quart de finaliste (3) : 2006, 2021, 2022 Challenge européen - Vainqueur (2) : 2002, 2005 | Trophée des Champions - Vainqueur (1) : 2006 |

### Finales disputées
On accède à l'article qui traite d'une édition particulière en cliquant sur le score de la finale.
| Date        | Vainqueur   | Score   | Finaliste        | Lieu                | Spectateurs |
| ----------- | ----------- | ------- | ---------------- | ------------------- | ----------- |
| 27 mai 2006 | Sale Sharks | 45 - 20 | Leicester Tigers | Twickenham, Londres | 58 000      |
| 27 mai 2023 | Saracens    | 35 - 25 | Sale Sharks      | Twickenham, Londres | 61 875      |

| Date              | Vainqueur         | Score   | Finaliste   | Lieu                       | Spectateurs |
| ----------------- | ----------------- | ------- | ----------- | -------------------------- | ----------- |
| 11 mai 1997       | Leicester Tigers  | 9 - 3   | Sale Sharks | Twickenham, Londres        | 75 000      |
| 17 avril 2004     | Newcastle Falcons | 37 - 33 | Sale Sharks | Twickenham, Londres        | 38 590      |
| 17 mars 2013      | Harlequins        | 32 - 14 | Sale Sharks | Sixways Stadium, Worcester | 8 287       |
| 21 septembre 2020 | Sale Sharks       | 27 - 19 | Harlequins  | AJ Bell Stadium, Sale      | huis-clos   |

| Date        | Vainqueur   | Score   | Finaliste       | Lieu                   | Spectateurs |
| ----------- | ----------- | ------- | --------------- | ---------------------- | ----------- |
| 26 mai 2002 | Sale Sharks | 25 - 22 | Pontypridd      | Kassam Stadium, Oxford | 12 000      |
| 21 mai 2005 | Sale Sharks | 27 - 3  | Section paloise | Kassam Stadium, Oxford | 7 230       |

## Personnalités du club

### Effectif 2024-2025
| Nom                      | Naissance         | Nationalité sportive | Sélections (points) | Dernier club       | Arrivée au club |
| Talonneurs               | Talonneurs        | Talonneurs           | Talonneurs          | Talonneurs         | Talonneurs      |
| ------------------------ | ----------------- | -------------------- | ------------------- | ------------------ | --------------- |
| Luke Cowan-Dickie        | 20 juin 1993      | Angleterre           | 49 (45)             | Exeter Chiefs      | 2023            |
| Ethan Caine              | 20 septembre 2001 | Angleterre           | –                   | Formé au club      | 2022            |
| Tadgh McElroy            | 16 juin 1997      | Irlande              | –                   | Ulster             | 2024            |
| Tommy Taylor             | 11 novembre 1991  | Angleterre           | 1 (0)               | Wasps              | 2021            |
| Piliers                  |                   |                      |                     |                    |                 |
| James Harper             | 16 octobre 2000   | Angleterre           | –                   | Formé au club      | 2021            |
| Ross Harrison            | 3 septembre 1992  | Angleterre           | –                   | Formé au club      | 2011            |
| Simon McIntyre           | 19 mars 1991      | Angleterre           | –                   | Wasps              | 2021            |
| Asher Opoku-Fordjour     | 16 juillet 2004   | Angleterre           | 4 (0)               | Formé au club      | 2022            |
| Bevan Rodd               | 26 août 2000      | Angleterre           | 10 (5)              | Formé au club      | 2019            |
| Nick Schonert            | 20 septembre 1991 | Afrique du Sud       | –                   | Worcester Warriors | 2021            |
| Deuxièmes lignes         |                   |                      |                     |                    |                 |
| Hyron Andrews            | 6 juillet 1995    | Afrique du Sud       | –                   | Sharks             | 2024            |
| Ben Bamber               | 24 janvier 2001   | Angleterre           | –                   | Bristol Bears      | 2022            |
| Roubs Birch              | 20 septembre 1999 | Angleterre           | –                   | Formé au club      | 2018            |
| Alex Groves              | 5 janvier 2001    | Angleterre           | –                   | Bristol Bears      | 2022            |
| Jonny Hill               | 8 juin 1994       | Angleterre           | 20 (5)              | Exeter Chiefs      | 2022            |
| Le Roux Roets            | 14 janvier 1995   | Afrique du Sud       | –                   | Sharks             | 2024            |
| Ernst van Rhyn           | 19 septembre 1997 | Afrique du Sud       | –                   | Stormers           | 2024            |
| Troisièmes lignes aile   |                   |                      |                     |                    |                 |
| Josh Beaumont            | 24 mars 1992      | Angleterre           | –                   | Formé au club      | 2012            |
| Ben Curry                | 15 juin 1998      | Angleterre           | 13 (0)              | Formé au club      | 2016            |
| Tom Curry                | 15 juin 1998      | Angleterre           | 61 (30)             | Formé au club      | 2016            |
| Sam Dugdale              | 30 septembre 1999 | Angleterre           | –                   | Formé au club      | 2018            |
| Jean-Luc du Preez        | 5 août 1995       | Afrique du Sud       | 14 (10)             | Sharks             | 2019            |
| Troisièmes lignes centre |                   |                      |                     |                    |                 |
| Daniel du Preez          | 5 août 1995       | Afrique du Sud       | 6 (0)               | Sharks             | 2019            |
| Demis de mêlée           |                   |                      |                     |                    |                 |
| Raffi Quirke             | 18 août 2001      | Angleterre           | 2 (5)               | Formé au club      | 2021            |
| Nye Thomas               | 24 mars 2003      | Angleterre           | –                   | Formé au club      | 2020            |
| Gus Warr                 | 24 septembre 1999 | Écosse               | 2 (10)              | Formé au club      | 2018            |
| Will Wooton              | 18 juin 2005      | Angleterre           | –                   | Formé au club      | 2023            |
| Demis d'ouverture        |                   |                      |                     |                    |                 |
| Robert du Preez          | 30 juillet 1993   | Afrique du Sud       | 1 (3)               | Sharks             | 2019            |
| George Ford              | 16 mars 1993      | Angleterre           | 102 (442)           | Leicester Tigers   | 2022            |
| Centres                  |                   |                      |                     |                    |                 |
| Joe Bedlow               | 29 mars 2002      | Angleterre           | –                   | Formé au club      | 2021            |
| Sam Bedlow               | 8 août 1995       | Angleterre           | –                   | Bristol Bears      | 2023            |
| Tom Curtis               | 1er juillet 2001  | Angleterre           | –                   | Formé au club      | 2019            |
| Rekeiti Ma'asi-White     | 3 février 2003    | Angleterre           | –                   | Wasps              | 2022            |
| Waisea Nayacalevu        | 26 juin 1990      | Fidji                | 46 (90)             | RC Toulon          | 2024            |
| Ailiers                  |                   |                      |                     |                    |                 |
| Tom O'Flaherty           | 21 juillet 1994   | Angleterre           | –                   | Exeter Chiefs      | 2022            |
| Arron Reed               | 10 juillet 1999   | Écosse               | 4 (25)              | Formé au club      | 2017            |
| Tom Roebuck              | 7 janvier 2001    | Angleterre           | 6 (20)              | Formé au club      | 2018            |
| Alex Wills               | 11 février 2004   | Angleterre           | –                   | Worcester Warriors | 2022            |
| Arrières                 |                   |                      |                     |                    |                 |
| Will Addison             | 20 août 1992      | Irlande              | 5 (2)               | Ulster             | 2024            |
| Joe Carpenter            | 19 août 2001      | Angleterre           | 1 (0)               | Formé au club      | 2020            |
| Luke James               | 18 mars 1999      | Angleterre           | –                   | Formé au club      | 2017            |

### Joueurs célèbres
- Mark Cueto
- Charlie Hodgson
- Jason Robinson
- Mathew Tait
- Magnus Lund
- Andrew Sheridan
- Ben Cohen
- Cameron Shepherd
- Luke McAlister
- Sisa Koyamaibole
- Ignacio Fernández Lobbe
- Rory Lamont
- Richie Vernon
- Jason White
- Bryan Redpath
- Chris Cusiter
- Alasdair Dickinson
- Gavin Kerr
- Sébastien Bruno
- Valentin Courrent
- Sébastien Chabal
- Daniel Larrechea
- Phil MacKenzie
- Mike Hercus
- Tony Buckley
- Eifion Lewis-Roberts
- Dwayne Peel
- Andy Powell
- Lee Thomas
- Oriol Ripol
- Johnny Leota
- Elvis Seveali'i
- John Payne

### Lions britanniques
Les joueurs suivants ont été sélectionnés pour des tournées des Lions britanniques et irlandais pendant qu'ils jouaient pour les Sale Sharks.
| Nationalité | Joueur                    | Tournée(s)   |
| ----------- | ------------------------- | ------------ |
| Angleterre  | G.A.M Isherwood           | 1910         |
| Angleterre  | William Michael Patterson | 1959         |
| Écosse      | Peter Stagg               | 1968         |
| Angleterre  | Fran Cotton               | 1977 et 1980 |
| Angleterre  | Steve Smith               | 1980 et 1983 |
| Angleterre  | Jason Robinson            | 2001 et 2005 |
| Angleterre  | Andy Titterrell           | 2005         |
| Angleterre  | Charlie Hodgson           | 2005         |
| Angleterre  | Mark Cueto                | 2005         |
| Écosse      | Jason White               | 2005         |
| Angleterre  | Andrew Sheridan           | 2005 et 2009 |
| Angleterre  | Tom Curry                 | 2021         |

### Coupe du monde de rugby
Les joueurs suivants ont représenté leurs pays à la Coupe du monde de rugby pendant qu'ils jouaient pour les Sale Sharks.
| Tournoi | Nombre de joueurs sélectionnés | Joueurs sélectionnés en équipe d'Angleterre | Joueurs sélectionnés pour d'autres équipes nationales |
| ------- | ------------------------------ | ------------------------------------------- | --- |
| 1999    | 1                              | Phil Greening                               | |
| 2003    | 2                              | Jason Robinson                              | Bryan Redpath (c) |
| 2007    | 10                             | Andrew Sheridan, Mark Cueto                 | Elvis Seveali'i , Scott Lawson, Rory Lamont, Jason White (c) , Carlos Ignacio Fernández Lobbe, Juan Martín Fernández Lobb , Sébastien Bruno, Sébastien Chabal |
| 2011    | 9                              | Mark Cueto                                  | Alasdair Dickinson, Richie Vernon , Tony Buckley , Andrei Ostrikov , Wame Lewaravu , Tasesa Lavea, Johnny Leota , Andy Powell                                 |
| 2015    | 4                              |                                             | TJ Ioane, Johnny Leota , Shalva Mamukashvili , Phil Mackenzie                                                                                                 |
| 2019    | 5                              | Tom Curry, Mark Wilson                      | Valery Morozov , Faf de Klerk , AJ MacGinty |

### Entraîneurs
| Saisons             | Entraîneur                                | Adjoints                                                                                       | Titres                                                  |
| ------------------- | ----------------------------------------- | ---------------------------------------------------------------------------------------------- | ------------------------------------------------------- |
| 1992-1996           | Paul Turner                               |                                                                                                |                                                         |
| 1996-1999           | John Mitchell                             |                                                                                                |                                                         |
| 2001-2002           | Jim Mallinder                             | Steve Diamond (avants)                                                                         | Challenge européen 2001-2002                            |
| 2002-2004           | Jim Mallinder                             |                                                                                                |                                                         |
| 2004-2009           | Philippe Saint-André (Directeur du rugby) | Kingsley Jones                                                                                 | Challenge européen 2004-2005 Champion d'Angleterre 2006 |
| 2009-2010           | Kingsley Jones (Directeur du rugby)       | Jason Robinson (entraîneur en chef) Phil Keith-Roach                                           |                                                         |
| 2010-décembre 2010  | Kingsley Jones (Directeur du rugby)       | Mike Brewer (entraîneur en chef)                                                               |                                                         |
| Décembre 2010-2012  | Kingsley Jones (Directeur du rugby)       | Pete Anglesea (entraîneur en chef)                                                             |                                                         |
| 2012-octobre 2012   | Bryan Redpath (Directeur du rugby)        | Pete Anglesea (avants)                                                                         |                                                         |
| Novembre 2012       | Steve Diamond (Directeur du rugby)        | Bryan Redpath (entraîneur en chef) Pete Anglesea (avants)                                      |                                                         |
| Décembre 2012       | Steve Diamond (Directeur du rugby)        | John Mitchell (entraîneur en chef) Bryan Redpath (arrières) Pete Anglesea (avants)             |                                                         |
| Décembre 2012-2013  | Steve Diamond (Directeur du rugby)        | Bryan Redpath (arrières) Pete Anglesea (avants)                                                |                                                         |
| 2013-2015           | Steve Diamond (Directeur du rugby)        | Bryan Redpath (arrières) Pete Anglesea (avants) Mike Forshaw (défense)                         |                                                         |
| 2015-2017           | Steve Diamond (Directeur du rugby)        | Paul Deacon (arrières) Mike Forshaw (défense)                                                  |                                                         |
| 2017-2018           | Steve Diamond (Directeur du rugby)        | Paul Deacon (arrières) Mike Forshaw (défense) Dan Richmond (mêlée) Jon Callard (jeu au pied)   |                                                         |
| 2018-décembre 2020  | Steve Diamond (Directeur du rugby)        | Dorian West (avants) Paul Deacon (arrières) Mike Forshaw (défense) Jon Callard (jeu au pied)   |                                                         |
| Depuis janvier 2021 | Alex Sanderson (directeur du rugby)       | Dorian West (avants) Paul Deacon (arrières) Mike Forshaw (défense) Warren Spragg (jeu au pied) |                                                         |